# Rivula parallella
Rivula parallella is een vlinder uit de familie van de spinneruilen (Erebidae). De wetenschappelijke naam van de soort werd in 1902 gepubliceerd door George Francis Hampson.
De soort komt voor in Zuid-Afrika.